# Dischistocalyx strobilinus
Espèce
Synonymes
- Dischistocalyx brevifolius C.B.Clarke[1]
- Dischistocalyx capitellatus C.B.Clarke[1]

Dischistocalyx strobilinus C.B.Clarke est une espèce de plantes à fleurs de la famille des Acanthaceae et du genre Dischistocalyx. C'est une herbe présente en Afrique tropicale.

## Distribution
Assez commune, l'espèce a été collectée au Cameroun (Région du Sud-Ouest), au Gabon (Estuaire) et en Guinée équatoriale (Région continentale).